# Satsumaopstand
De Satsumaopstand (Japans: 西南戦争, Seinan Sensō (Zuidwestelijke Oorlog)) was een opstand van voormalige samoerai uit de Satsuma-han tegen de overheid van het Keizerrijk Japan. De opstand vond plaats van 29 januari tot 24 september 1877. Het was de laatste en grootste van een reeks gewapende opstanden tegen de veranderingen die de overheid doorvoerde tijdens de Meiji-restauratie.

## Aanleiding tot de opstand
Het Satsuma-domein speelde aanvankelijk een belangrijke rol in de Meiji-restauratie en de hieruit voortkomende Boshin-oorlog. Veel mannen uit Satsuma kregen daarom nadien hoge posities binnen de nieuwe overheid van de Meijiperiode. Desondanks heerste ook in Satsuma onvrede over de nieuwe richting die Japan in was geslagen. De Meiji-restauratie was het begin van de modernisering van Japan. Westerse technologie begon aan een opmars in het land. Deze modernisering betekende echter een afschaffing van de oude voorrechten en machtsposities van de samurai, iets wat hun financiële positie zwaar ondermijnde. Daarbij zagen veel samurai de radicale veranderingen in de Japanse cultuur, kleding en gemeenschap als een verraad van de jōi, een onderdeel van de Sonnō jōi die werd gebruikt om het voormalige Tokugawa-shogunaat omver te werpen.

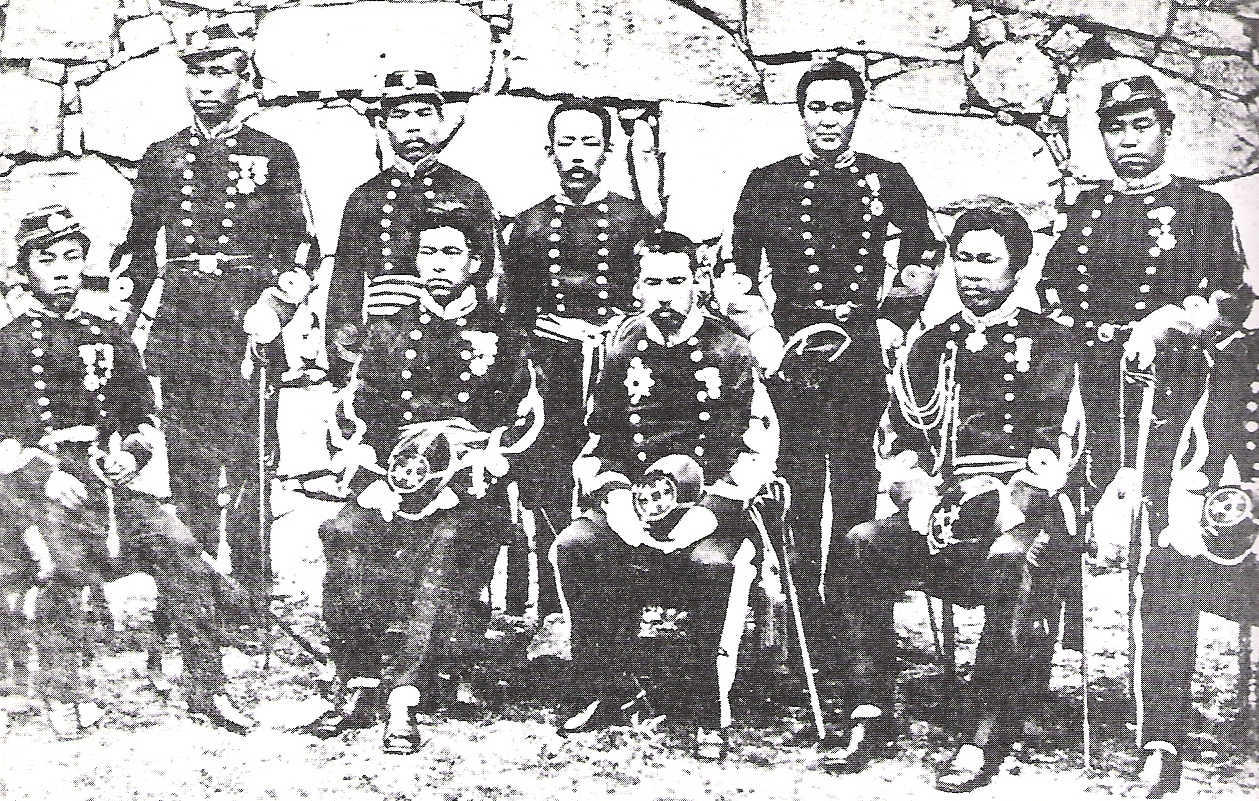
Japanse keizerlijke militairen in 1877

Takamori Saigo was een van de leiders uit Satsuma die een positie had gekregen binnen de Meiji-overheid. Hij maakte zich zorgen om de toenemende politieke corruptie binnen deze overheid. Hij was tevens sterk voorstander van een oorlog met Korea als gevolg van het Seikanron-debat in 1873. Een oorlog zou volgens hem het Japanse leger aansterken en bovendien de samurai deels hun gloriepositie teruggeven. Zijn verzoek om Korea de oorlog te verklaren werd verworpen, waarna Saigo zich uit protest terugtrok uit de overheid. Veel andere samurai volgden zijn voorbeeld en keerden met hem terug naar Kagoshima.
In 1874 richtte Saigo in Kagoshima een privé-academie op voor deze samurai. Al snel groeide deze uit met 132 takken over de prefectuur. Alle studenten moesten verplicht leren vechten. Saigo begon ook een school voor artillerie. Eind 1876 had Saigo zo’n sterke positie opgebouwd dat het Satsuma-domein zich hierdoor geheel terug kon trekken uit de centrale overheid.
Het nieuws over Saigo’s academies en zijn groeiende machtspositie deed als een lopend vuurtje de ronde. De Meiji-overheid, die al met meerdere gewapende opstanden te kampen had gehad, vreesde dat Saigo en zijn samurai eveneens een opstand zouden beginnen.
In december 1876 stuurde de Meiji-overheid een politieofficier genaamd Nakahara Hisao en 57 anderen naar het Satsuma-domein om de zaak nader te onderzoeken. Ze werden echter gevangen, en door middel van foltering gedwongen op te biechten dat ze spionnen waren die waren gestuurd om Saigo te doden. Hoewel Nakahara deze bewering later weer introk, werd de “bekentenis” in vrijwel de gehele regio geloofd. De samurai zagen dit als een teken van verraad door de overheid, en dus een reden om een opstand te beginnen.

## De opstand

### Aanval op Kagoshima

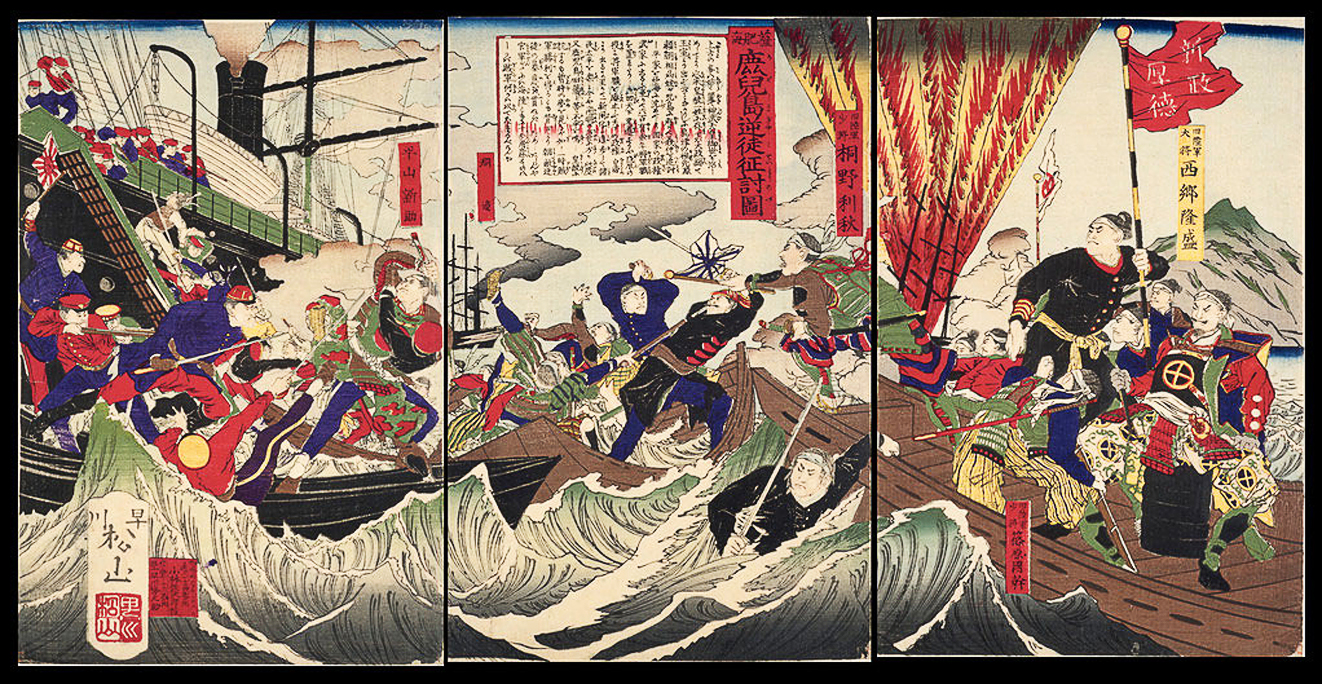
De strijd bij Kagoshima.

De Meiji-overheid ondernam nog een poging een opstand in de kiem te smoren door op 30 januari 1877 een oorlogsschip naar Kagoshima te sturen. Dit schip moest de wapenvoorraden in Kagoshima vernietigen of buitmaken. De komst van het schip was echter de oorzaak van een eerste open conflict tussen Saigo's leger en het leger van de overheid. 50 studenten van Saigo's academie vielen het schip aan en stelden de wapens veilig. In de drie dagen erop voerden meer dan 1000 studenten steeds kleine plunderingen uit op havens om meer wapens buit te maken. Een opstand was nu niet meer te stoppen, dus nam Saigo met tegenzin het bevel op zich om de opstand te leiden.

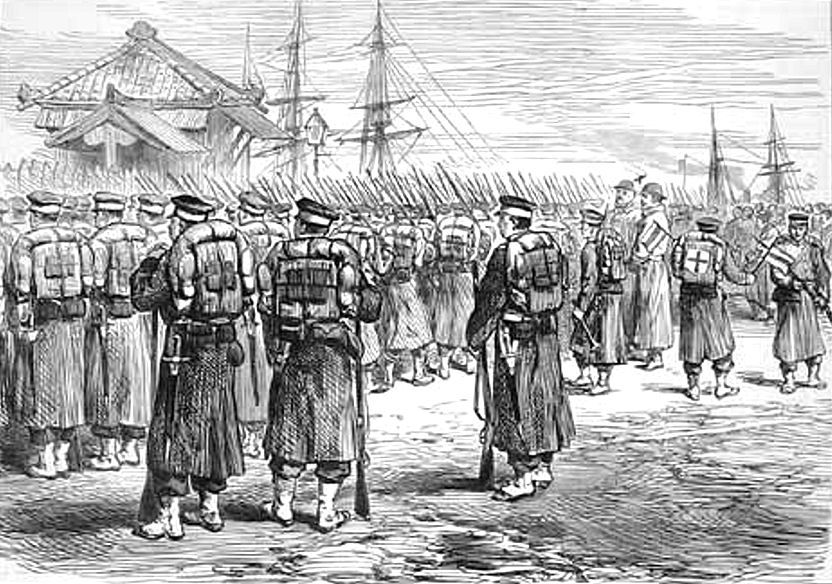
Keizerlijke troepen trekken ten strijde tegen de Satsumaopstand in 1877.

In februari 1877 stuurde de Meiji-overheid Hayashi Tomoyuki en admiraal Kawamura Sumiyoshi met het oorlogsschip Takao naar Kagoshima. Oyama Tsunayoshi, de gouverneur van Satsume, had om hun hulp gevraagd om de situatie nog te proberen te bedaren. Het schip moest echter rechtsomkeert maken toen een groot aantal kleinere schepen beladen met gewapende mannen probeerden de Takao te enteren. De aanval kon worden afgeslagen.
Bij zijn terugkeer in Kobe op 12 februari 1877, ontmoette Hayashi generaal Yamagata Aritomo en Ito Hirobumi. Samen besloten ze dat het keizerlijke leger ingezet zou worden tegen Saigo en zijn leger. Diezelfde dag maakte Saigo met zijn luitenants Kirino Toshiaki en Shinohara Kunimoto plannen om naar Tokio te gaan. Hij sloeg echter het aanbod van veel vrijwilligers die met hem mee wilden doen af, en deed ook geen poging om andere domeinen om hulp te vragen. Saigo trok met zijn leger noordwaarts, maar werd al snel gehinderd door de zwaarste sneeuwval die Japan in 50 jaar had meegemaakt.

### Belegering van het Kumamotokasteel

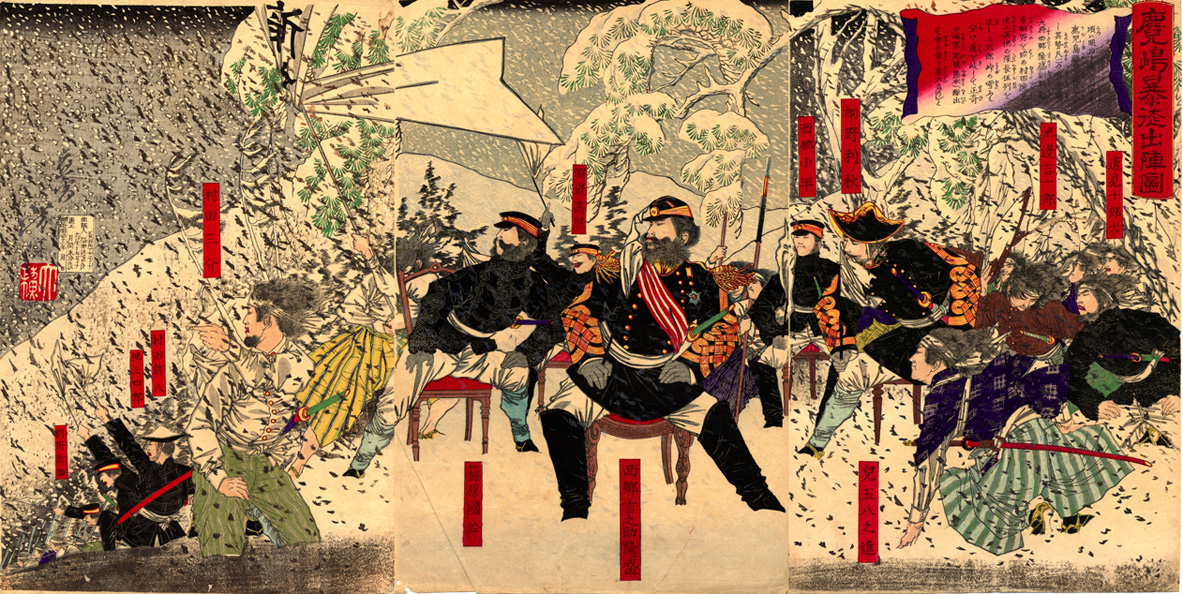
Kagoshima boto shutsujinzu door Yoshitoshi.

Op 14 februari 1877 trok Saigo met zijn leger de prefectuur Kumamoto binnen. Het eerste doel van zijn leger was de verovering van het Kumamotokasteel, waar majoor-generaal Tani Tateki hem met 3.800 soldaten en 600 politieagenten opwachtte. Veel van zijn soldaten kwamen echter uit Kagoshima, waardoor de kans bestond dat ze Saigo juist zouden steunen.
Op 19 februari werden de eerste schoten van de oorlog gelost toen Tateki probeerde Saigo's leger te verdrijven van zijn kasteel. Tateki's leger had echter nog te lijden onder de gevolgen van de Shimpurenopstand. Op 22 februari viel Saigo met zijn leger het kasteel aan. De strijd duurde tot in de nacht. Ondanks dat het keizerlijk leger een zware slag werd toegebracht, slaagden de opstandelingen er niet in het kasteel te veroveren. Na twee dagen van vergeefse pogingen het kasteel in te nemen, besloot Saigo om over te gaan tot een belegering. Tijdens de belegering, welke extra zwaar aankwam voor Teteki's soldaten omdat kort voor de opstand een brand veel van hun voorraden had vernield, sloten veel van Teteki's troepen zich inderdaad bij Saigo aan. Saigo's leger groeide zo tot 20.000 man.
In de nacht van 8 april 1877 slaagden de troepen in het kasteel erin om een doorgang te forceren in de barricade die Saigo’s leger had opgeworpen, zodat voorraden naar het kasteel konden worden gebracht. Op 12 april arriveerde versterking van generaal Yamakawa Hiroshi en zijn leger, waardoor de opstandelingen moesten vluchten.

### Slag om Tabaruzaka

Slag om Tabaruzaka: keizerlijke troepen staan links, en de opstandelingen rechts

Op 4 maart 1877, toen de belegering van het Kumamotokasteel nog in volle gang was, gaf general Yamagata opdracht tot een frontale aanval vanuit Tabaruzaka, welke de toegang tot Kumamoto bewaakte. Dit leidde tot een in totaal acht dagen durende strijd. Tabaruzaka was in handen van ongeveer 15.000 samurai uit Satsuma, Kumamoto en Hitoyoshi. Het leger van Yamagata bestond uit zo’n 9.000 man. In het heetst van de strijd schreef Saigo een privébrief aan prins Arisugawa, waarin hij nogmaals zijn redenen om naar Tokio te willen komen uitlegde. Hij verklaarde in de brief eveneens geen voorstander van deze gewelddadige opstand te zijn. De overheid sloeg zijn aanbod om te onderhandelen echter af.
Om Saigo af te sluiten van zijn thuisbasis, voerde de overheid een nieuwe aanval uit op Kagoshima en veroverde deze op 8 maart 1877. Yamagata liet tevens extra soldaten aan land komen achter de opstandelingen om de stad Miyanohara in te nemen. Op 19 maart viel dit leger de opstandelingen in de rug aan.
De slag om Tabaruzaka was een van de zwaarste van de opstand. De keizerlijke troepen kwamen als winnaars uit de bus, maar beide partijen hadden zware verliezen geleden.

### Terugtrekking uit Kumamoto
Nu zijn poging om Kumamoto in te nemen was mislukt en zijn leger flink was uitgedund, leidde Saigo zijn leger naar Hitoyoshi. Het moreel van zijn leger was echter op een dieptepunt aangeland. Bovendien ontbrak het de opstandelingen aan een goede strategie. Het keizerlijke leger was echter ook aan het bijkomen van de slag om Tabaruzaka, waardoor de gevechten een paar weken stillagen.
Toen de strijd weer aanwakkerde, trok Saigo zich met zijn leger terug in Miyazaki. Wel liet hij kleine groepen samurai achter om het oprukkende keizerlijke leger te hinderen met guerrilla-aanvallen. Op 24 juli wisten de keizerlijke troepen Saigo te verdrijven uit Miyakonojō. Saigo’s leger werd van twee kanten ingesloten, maar slaagde erin zich een weg te banen uit de omcirkeling door het keizerlijke leger. Op 17 augustus was Saigo’s leger geslonken tot 3000 man. Tevens had hij de meeste van zijn vuurwapens en zijn artillerie verloren.
De resterende opstandelingen probeerden vanaf de hellingen van de berg Enodake terug te vechten, maar werden al snel omsingeld. Om te voorkomen dat ze weer zouden ontsnappen, liet Yamagata een extra groot leger aanrukken. De opstandelingen, die nu zwaar in de minderheid waren, gaven zich over of pleegden seppuku. Saigo kon zelf ontkomen naar Kagoshima met de laatste van zijn soldaten; zo’n 500 man.

### Slag om Shiroyama

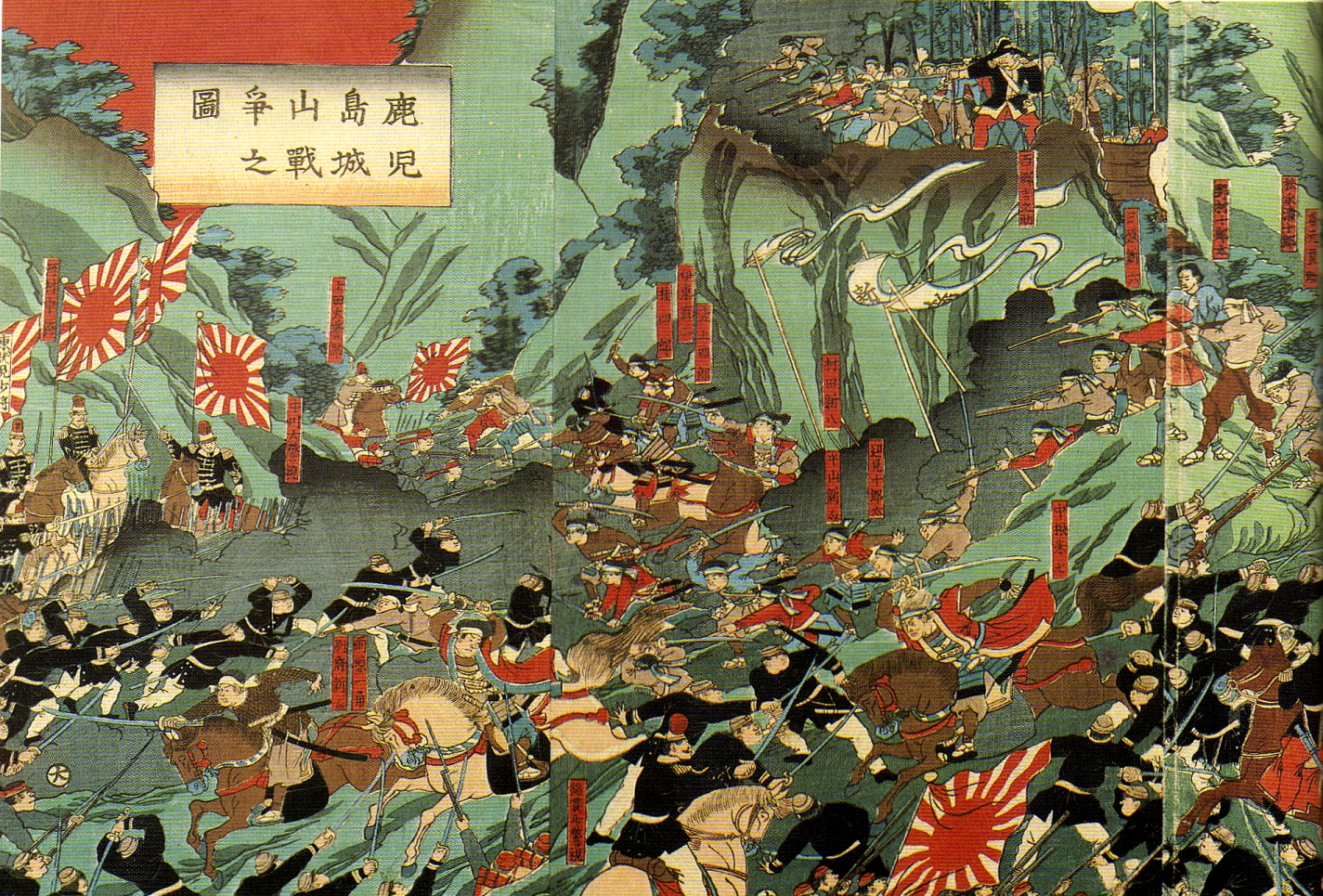
Slag om Shiroyama.

Op 1 september kwamen ze aan in Kagoshima en namen de berg Shiroyama in. Dit werd het strijdtoneel van het laatste treffen tussen Saigo’s leger en het keizerlijke leger. Soldaten onder leiding van generaal Yamagata Aritomo en mariniers onder leiding van admiraal Kawamura Sumiyoshi waren zwaar in de meerderheid. Yamagata wilde echter niets aan het toeval overlaten. Daarom liet hij de troepen gedurende meerder dagen obstakels en verdedigingswerken aanleggen rondom Shiroyama om te voorkomen dat de opstandelingen konden ontkomen. Vervolgens werd de berg vanaf zee en het land systematisch onder vuur genomen.

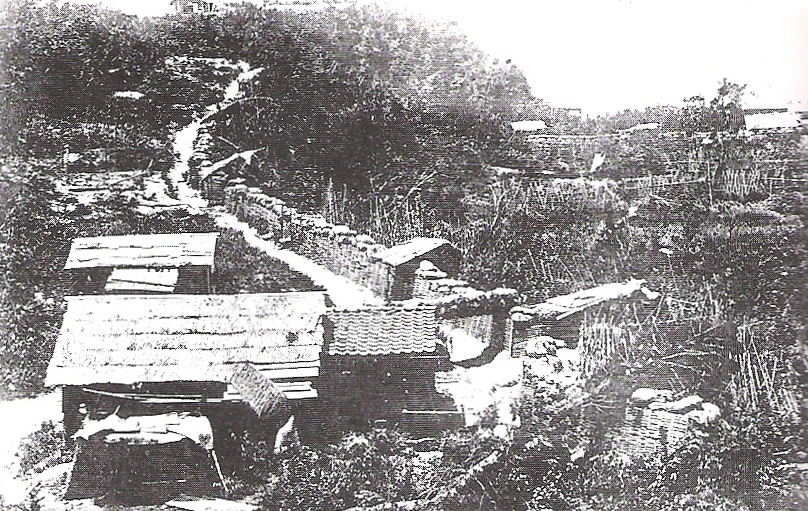
Keizerlijke troepen omsingelen Shiroyama, foto uit 1877.

Yamagata stuurde Saigo een brief met het verzoek zich over te geven. Toen Saigo dit weigerde, gaf Yamagata op 24 september het bevel tot de aanval. Saigo raakte in de strijd zwaargewond. Volgens de verhalen zou hij seppuku hebben gepleegd, maar waarschijnlijker is dat hij aan zijn verwondingen is gestorven. Zijn volgeling Beppu Shinsuke hakte na Saigo’s dood diens hoofd af, en nam dit mee om Saigo’s eer te kunnen redden.
Na Saigo’s dood werden de resterende opstandelingen al snel afgemaakt door de keizerlijke troepen.

## Nasleep
Het neerslaan van de opstand putte de staatsreserves van de Japanse overheid flink uit. Aan het einde van de opstand zat Japan ver beneden de goudstandaard, en moest bankbiljetten gaan invoeren als betaling.
De opstand betekende het einde van de samuraiklasse en de opkomst van een nieuw centraal leger zonder sociale klassen. Takamori Saigo werd door veel mensen gezien als een tragische held. Op 22 februari 1889 kreeg hij van de overheid postuum gratie voor zijn aandeel in de opstand.

## In media
De Satsumaopstand diende als basis voor de film The Last Samurai uit 2003, hoewel het verhaal voor de film sterk is aangepast.
De opstand is ook een thema in het videospel Way of the Samurai.
De Zweedse band Sabaton heeft een lied over de Slag van Shiroyama geschreven, genaamd "Shiroyama" van het album "The Last Stand".

### Boeken
- Buck, James Harold (1979). Satsuma Rebellion: An Episode of Modern Japanese History. University Publications of America. ISBN 0-89093-259-X.
- Craig, T. (1999). Remembering Aizu: The Testament of Shiba Goro. U of Hawai'i Press. ISBN 0-8248-2157-2.
- Gordon, Andrew (2003). A Modern History of Japan: From Tokugawa Times to the Present. Oxford University Press. ISBN 0195110617.
- Henshall, K. (2001). A History of Japan: From Stone Age to Superpower. St. Martin's Press, New York. ISBN 0-312-23370-1.
- Keane, Donald (2005). Emperor Of Japan: Meiji And His World, 1852-1912. Columbia University Press. ISBN 0-231-12341-8.
- Mounsley, Augustus H (1979). Satsuma Rebellion: An Episode of Modern Japanese History. University Publications of America. ISBN 0-89093-259-X.
- Perrin, Noel (1979). Giving up the gun. David R. Godine, Boston. ISBN 0879237732.
- Ravina, Mark (2004). The Last Samurai : The Life and Battles of Saigō Takamori. Wiley. ISBN 0-471-08970-2.